# Kehilat Gesher
Kehilat Gesher est une synagogue juive libérale située 11 avenue de la Porte-de-Champerret, dans le 17e arrondissement de Paris. Elle est membre-fondateur de la Fédération du judaïsme libéral francophone et l'Assemblée du judaïsme libéral en France.

## Histoire
En 1993, le rabbin Tom Cohen, de nationalité américaine, fonde de cette synagogue juive franco-américaine. Il est l'époux de Pauline Bebe, première femme rabbin en France, qui a créé la Communauté juive libérale d'Île-de-France (CJL) dans le 11e arrondissement de Paris. 
Située rue Léon-Cogniet jusqu'en 2020, elle déménage cette année là pour de nouveaux locaux porte de Champerret, à l'intersection de Paris, Neuilly-sur-Seine et Levallois-Perret. La communauté rassemble aujourd'hui Près de 190 familles. 
Kehilat Gesher est une des rares synagogues au monde où les livres de prière sont en trois langues, hébreu, français et anglais.